# Innerleithen
Innerleithen (Inbhir Leitheann en gaélique (gd)) est une paroisse civile et ville écossaise située dans la région des Scottish Borders. Elle est réputée comme ville d'eaux.

## Histoire
Elle est réputée avoir été fondée par Saint-Ronan, dont Walter Scott a tiré un roman, Les Eaux de Saint-Ronan.

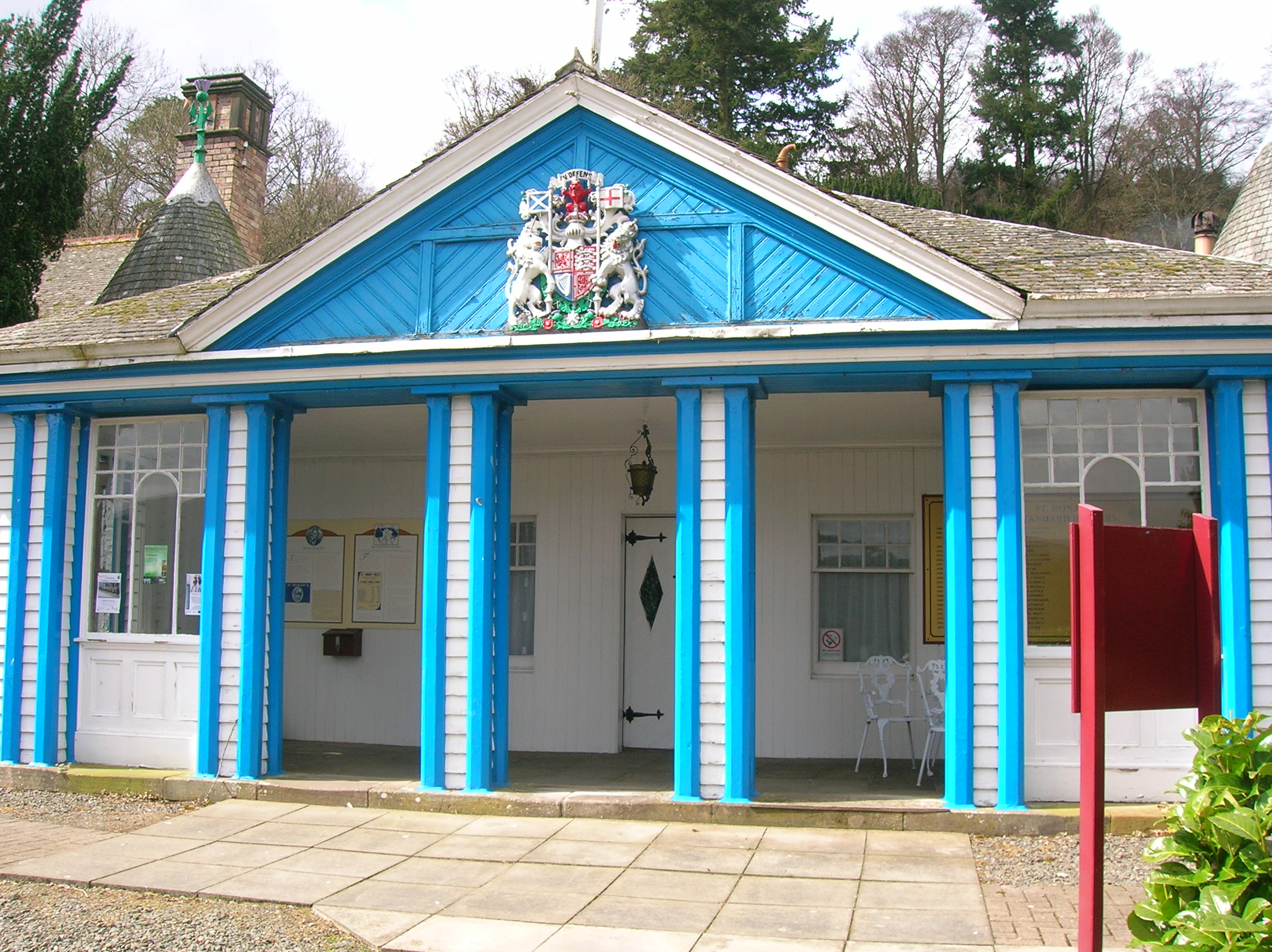
Les Eaux de Saint-Ronan à Innerleithen.

Elle possède aussi une imprimerie célèbre, la Robert Smail's Printing Works (en) car elle est restée telle qu'elle était à l'époque victorienne et est toujours en état de marche. Elle est maintenant protégée par le National Trust for Scotland en tant que patrimoine industriel.

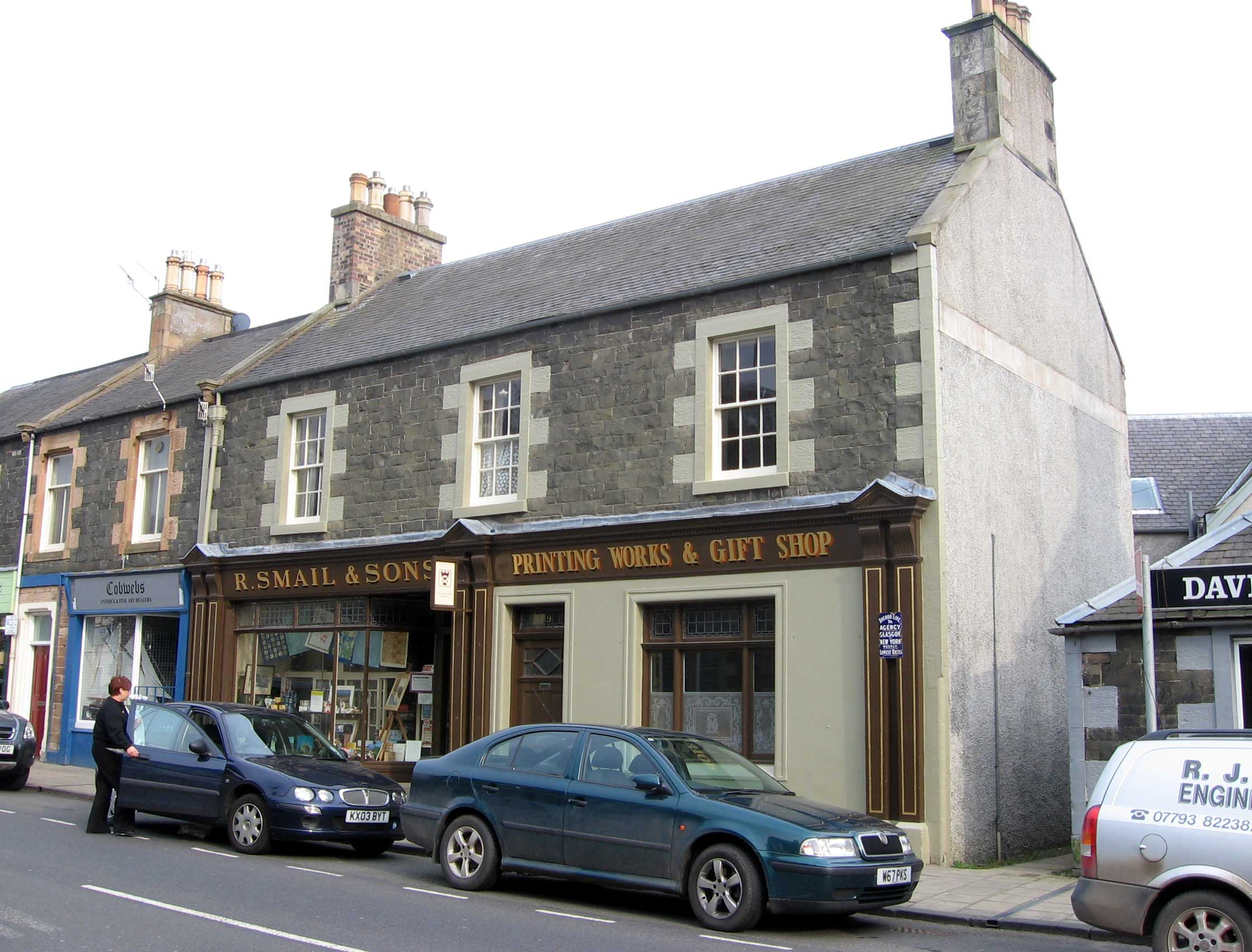
L'imprimerie Robert Smail's Printing Works dans la rue principale d'Innerleithen.

## Sports
La ville abrite le club de football de Vale of Leithen (en) qui évolue en Lowland Football League.